# Senostoma tessellatum
Senostoma tessellatum är en tvåvingeart som först beskrevs av Macquart 1851.  Senostoma tessellatum ingår i släktet Senostoma och familjen parasitflugor. Inga underarter finns listade i Catalogue of Life.